# Iso Suorsajärvi (sjö i Enare, Lappland, Finland)
Iso Suorsajärvi eller Suorsajärvi är en sjö i Finland. Den ligger i kommunen Enare i landskapet Lappland, i den norra delen av landet, 900 km norr om huvudstaden Helsingfors. Iso Suorsajärvi ligger 245,4 meter över havet. Omgivningarna runt Iso Suorsajärvi är i huvudsak ett öppet busklandskap. Arean är 36,1 hektar och strandlinjen är 3,76 kilometer lång. Sjön  ingår i Tuulomajokis huvudavrinningsområde. 